# 둘주라캥거루쥐
둘주라캥거루쥐 또는 샌디에이고캥거루쥐(Dipodomys simulans)는 주머니생쥐과에 속하는 설치류의 일종이다. 멕시코 바하칼리포르니아주와 미국 콜로라도 사막, 그밖에 캘리포니아주에서 발견된다. 국제 자연 보전 연맹(IUCN)이 보전 등급을 "관심대상종"으로 지정하고 있다.

## 분류학
둘주라캥거루쥐는 한때 날쌘캥거루쥐와 같은 종으로 간주되었지만, 현재는 2개의 별도 종으로 분류하고 있다. 두 종은 형태학적으로 현격한 차이가 있고, 염색체 수도 다르다. 날쌘캥거루쥐는 핵형 2n=62이고, 둘주라캥거루쥐는 2n=60이다.

## 특징
중간 크기의 캥거루쥐로 꼬리 길이 155~203mm를 포함하여 전체 몸길이는 265~319mm이다. 상체는 진한 갈색이고 하체는 흰색이다. 길이 43~46mm의 뒷발에 5개의 발가락이 있다.(일부 근연종은 발가락이 4개이다.) 털이 잘 발달한 꼬리와 밑면을 따라 어두운 색의 줄무늬가 있다. 다른 캥거루쥐처럼 뒷다리만을 사용하여 도약함으로써 이동하고 긴꼬리로 몸을 안정시킨다. 앞 다리는 땅을 파는 데 사용한다.

## 분포 및 서식지
캘리포니아 남부와 멕시코 북서부의 토착종으로 바하칼리포르니아주의 대부분 지역에서 서식한다. 일반적인 서식지는 준사막 지대의 모래흙과 자갈흙, 건조 초원 지대, 관목 지대, 해안가 덤불 지역이다. 소나무와 참나무, 전나무 숲에서도 발견된다.

## 생태
둘주라캥거루쥐는 여러 개의 입구가 있는 굴 속에서 살며, 일부는 관목 아래에서 사는 것으로 추정된다. 야행성 동물로 낮 동안에는 굴 속에서 지내고(종종 입구를 막은 채), 밤 몇 시간 동안 밖에 나온다. 주로 씨앗을 먹지만 녹색 식물이나 곤충을 먹기도 하며, 먹이는 연중 사용할 수 있는 것으로 다양하다. 볼 안 쪽에 먹이를 넣고, 굴 속으로 먹이를 나른다. 독거 생활을 하며, 암컷은 침입자로부터 자신의 영역을 방어한다. 일년 중 언제라도 번식이 가능하지만 여름 또는 봄에 더 흔하다. 일년에 한 마리의 새끼를 낳고, 자손은 보통 2~4마리의 새끼로 이루어져 있다.

## 보전 상태
둘주라캥거루쥐는 미국에서 흔한 종으로 기술되며, 개체 밀도가 1 헥타르 당 최대 45마리까지 보고된다. 멕시코에서는 덜 풍부하지만 개체수는 안정적인 상태로 간주되고 있다. 특별한 멸종 위협 요인은 없으며, 국제 자연 보전 연맹(IUCN)이 둘주라캥거루쥐의 보전 상태를 "관심대상종"으로 분류하고 있다.